# Walki o Kanał Hohenzollernów
Walki o Kanał Hohenzollernów (obecna nazwa Kanał Odra-Hawela) – walki stoczone w dniach 22–23 kwietnia 1945 roku o kanał łączący Odrę z Hawelą, podczas II wojny światowej, część operacji berlińskiej.
1 Armia Wojska Polskiego (1 AWP), w ramach operacji berlińskiej 1 Frontu Białoruskiego,  po przełamaniu taktycznej strefy obrony niemieckiej między Odrą a Starą Odrą 20 kwietnia przeszła do pościgu w kierunku Oranienburga. 21 kwietnia prawe skrzydło 1 AWP przełamało kolejną rubież obronną, a 4 DP wysunęła się daleko na zachód zdobywając Bernau. Ponieważ prawy sąsiad opóźniał natarcie, między 4 DP a pozostałymi dywizjami wytworzyła się luka, w którą dowódca armii wprowadził 1 Brygadę Kawalerii, a następnie 6 Dywizja Piechoty.  22 kwietnia związki taktyczne 1 AWP podeszły do Kanału Hohezollernów. Dowódca armii postawił zadania: 4 DP miała forsować Kanał w pasie działania dywizji i nacierać na kierunku Marwitz - Börnicke, 6 DP nacierać na Velten - Tietzow.  W nocy 22/23 kwietnia 4, 6, i 3 Dywizja Piechoty rozpoczęły forsowanie kanału, bronionego improwizowanymi siłami. 1 Dywizja Piechoty osiągnęła południowy brzeg Kanału Rupinner  na odcinku Bernöwe - Sandhausen  i przeszła do obrony, 3 DP wykorzystała sukces 7 Gwardyjskiego Korpusu Kawalerii (zdobył w tym czasie Oranienburg) i sforsowała kanał na południe od Saudhausen, 6 Dywizja Piechoty sforsowała kanał i Hawelę w rejonie Pinnow a 4 Dywizja Piechoty sforsowała Hawelę na południe od Niederheide. W 6 DP w I rzucie był 14 pułk piechoty, dalej 16 pułk piechoty przy wsparciu 8 batalionu saperów. Po forsowaniu pułki kontynuowały natarcie, napotykając opór Niemców.
Forsowanie kanału odbywało się na środkach podręcznych. Sprzęt przeprawowy został zniszczony przy forsowaniu Odry. 
23 kwietnia 6 DP przesunęła się o 13 km, nie wykonując zadania dnia. 24 kwietnia 6 DP kontynuowała natarcie słabym tempem. Pododdziały pokonały ok. 10 km. Ok. 16:00 16 pp osiągnął Tietzow, 14 pp rejon Börnicke, 18 pułk piechoty w II rzucie Grünefeld.
23 kwietnia 10 pp z 4 DP opanował przyczółki na kanale i do 7:00 rozszerzył je. Ok. 13:00 osiągnął Velten. 12 pp uchwycił przyczółki i do 16:00 wyszedł na zachodni skraj lasu na północ od Hennigsdorfu, 11 pp przeprawił się po moście kolejowym i do godzin popołudniowych osiągnął rejon na północ od Hennigsdorfu. Przeprawiono także 16 pułk artylerii lekkiej. Saperzy rozpoczęli budowę mostu niskowodnego pod przeprawę sprzętu ciężkiego. Dalsze natarcie szło szybciej, jednak Niemcy prowadzili kontrataki. Wieczorem pułki 4 DP wyszły na rubież zadania bliższego. 24 kwietnia o 2:00 10 pułk piechoty wyszedł na szosę z Börnicke do Nauen, gdzie przeszedł do odwodu. 12 pułk piechoty osiągnął szosę o 4:00, 11 pułk piechoty 24 kwietnia ześrodkował się w mieście Perwenitz. 
Walki prowadzono tylko siłami piechoty. Czołgi, działa pancerne i artyleria czekała na wykonanie mostu i weszły do walki po przełamaniu rubieży zasadniczego oporu. 
24 kwietnia 1 AWP przeszła do obrony  na rubieży: Kanał Hohenzolernów, Ruppiner Kanał, Kremmen - Flatow - Börnicke - Nauen (wyłącznie), mając wszystkie dywizje w I rzucie. Celem zajęcia obrony była osłona od północy i północnego zachodu głównego zadania zgrupowania 1 FB, które rozpoczęło działania mające na celu okrążenie Berlina.
24–30 kwietnia 1 AWP, wspólnie z radziecką 61 Armią, zorganizowała zewnętrzny front okrążenia Berlina.
Walki żołnierzy polskich o Kanał Hohenzollernów zostały upamiętnione na Grobie Nieznanego Żołnierza w Warszawie, napisem na jednej z tablic po 1945 "KANAŁ HOHENZOLLERNÓW 22–23 IV 1945".